# Marie Kinnberg
Maria "Marie" Kinnberg, född 1806, död 30 mars 1858, var en svensk fotograf och målare. 
Marie Kinnberg var verksam som porträttmålare. 
Hon var sommaren 1851 elev till Bernhard Bendixen (Benny Bendixen) och Adolf Meyer, två resande tyska fotografer som en tid stannade i Göteborg, och då erbjöd kurser i fotografi. Hon lärde sig då den nya fotograferingstekniken med bild på papper, och som introducerades i Sverige genom Bendixen och Meyer. 
Den 8 maj 1852 öppnade Kinnberg en egen verksamhet som fotograf i Göteborg då hon genom annons i Göteborgs Handels- och Sjöfartstidning meddelade att hon tog emot kunder i grosshandlare Westerbergs hus på Stora Nygatan i Göteborg. Hennes verksamhet där blev dock tillfällig, då hon i juni meddelade att hon öppnat en ateljé i Norrköping via Norrköpings Tidningar. Även denna ateljé blev rent tillfällig. 
Inte desto mindre blev Kinnberg en pionjär som Sveriges andra kvinnliga yrkesfotograf efter Brita Sofia Hesselius, och den första kvinnliga fotograf, och kanske svenska fotograf över huvud taget, som använde sig av den då nya fotografiska tekniken. 